# Christian Hanson (Eishockeyspieler)
Christian Hanson (* 10. März 1986 in Glens Falls, New York) ist ein US-amerikanischer Eishockeyspieler, der seit der Saison 2014/15 bei den Stavanger Oilers in der GET-ligaen unter Vertrag steht. Sein Vater Dave war ebenfalls ein professioneller Eishockeyspieler.

## Karriere
Christian Hanson begann seine Karriere als Eishockeyspieler bei den Tri-City Storm, für die er von 2003 bis 2005 in der Juniorenliga United States Hockey League aktiv war. In der Saison 2004/05 erhielt er den Curt Hammer Award als Gentleman of the Year der Liga. Von 2005 bis 2009 besuchte der Center die University of Notre Dame und spielte für deren Eishockeymannschaft in der National Collegiate Athletic Association. Mit seiner Mannschaft gewann er 2007 und 2009 jeweils die Meisterschaft der Central Collegiate Hockey Association. 
Am 31. März 2009 unterschrieb Hanson einen Zweijahresvertrag bei den Toronto Maple Leafs, für die er gegen Ende der Saison 2008/09 sein Debüt in der National Hockey League gab. Bis Saisonende erzielte er in fünf Spielen ein Tor und gab eine Vorlage. In der folgenden Spielzeit spielte der US-Amerikaner parallel für die Maple Leafs in der NHL und für deren Farmteam, die Toronto Marlies, in der American Hockey League.
Am 11. Juli 2011 unterzeichnete Hanson einen Kontrakt für ein Jahr bei den Washington Capitals.        

### International
Für die USA nahm Hanson an der Weltmeisterschaft 2010 in Deutschland teil. In sechs Spielen gab er eine Torvorlage und erhielt zwei Strafminuten.

## Erfolge und Auszeichnungen
| - 2005 Curt Hammer Award - 2007 Mason-Cup-Gewinn mit der University of Notre Dame - 2009 Mason-Cup-Gewinn mit der University of Notre Dame | - 2009 CCHA Second All-Star Team - 2010 Teilnahme am AHL All-Star Classic - 2015 Norwegischer Meister mit den Stavanger Oilers |

## Statistik
(Stand: Ende der Saison 2009/10)